# Список вулиць Харкова (Щ)
| Назва               | Тип   | Довжина, м | Колишні назви  | Район(и)        | Місцевість                  |
| ------------------- | ----- | ---------- | -------------- | --------------- | --------------------------- |
| Щаслива             | вул.  |            |                | Холодногірський |                             |
| Щасливий            | пров. |            |                | Холодногірський |                             |
| Щедрика             | пров. | 1550       | Забайкальський | Слобідський     | Одеська, Селище ім. Герцена |
| Щедрінська          | вул.  |            |                | Новобаварський  | Липовий Гай                 |
| Щедрінський Квартал | пров. |            |                | Київський       |                             |
| Щекавицька          | вул.  | 240        | Нарофомінська  | Київський       | Журавлівка                  |
| Щепкіна             | вул.  |            |                | Київський       |                             |
| Щербачівський       | пр-д  |            |                | Основ'янський   | Основа                      |
| Щоголівська         | вул.  |            | Стаханівська   | Слобідський     |                             |